# Жуње (Кнић)
Жуње је насеље у Србији у општини Кнић у Шумадијском округу. Према попису из 2022. има 188 становника (према попису из 2011. било је 220 становника).

## Демографија
У насељу Жуње живи 222 пунолетна становника, а просечна старост становништва износи 49,1 година (48,3 код мушкараца и 50,0 код жена). У насељу има 90 домаћинстава, а просечан број чланова по домаћинству је 2,87.
Ово насеље је великим делом насељено Србима (према попису из 2002. године), а у последња три пописа, примећен је пад у броју становника.
|  |

| Демографија | Демографија | Демографија |
| Година      | Становника  | Становника  |
| ----------- | ----------- | ----------- |
| 1948.       | 636         |             |
| 1953.       | 604         |             |
| 1961.       | 500         |             |
| 1971.       | 480         |             |
| 1981.       | 421         |             |
| 1991.       | 340         | 302         |
| 2002.       | 258         | 280         |
| 2011.       | 220         |             |
| 2022.       | 188         |             |

| Етнички састав према попису из 2002.‍ | Етнички састав према попису из 2002.‍ | Етнички састав према попису из 2002.‍ | Етнички састав према попису из 2002.‍ | Етнички састав према попису из 2002.‍ |
| ------------------------------------ | ------------------------------------ | ------------------------------------ | ------------------------------------ | ------------------------------------ |
|                                      |                                      |                                      |                                      |                                      |
| Срби                                 | Срби                                 |                                      | 254                                  | 98,44%                               |
| Хрвати                               | Хрвати                               |                                      | 3                                    | 1,16%                                |
| Македонци                            | Македонци                            |                                      | 1                                    | 0,38%                                |
| непознато                            | непознато                            |                                      | 0                                    | 0,0%                                 |

| Година пописа     | 1948. | 1953. | 1961. | 1971. | 1981. | 1991. | 2002. |
| ----------------- | ----- | ----- | ----- | ----- | ----- | ----- | ----- |
| Број домаћинстава | 114   | 119   | 128   | 126   | 116   | 104   | 90    |

| Број чланова      | 1  | 2  | 3  | 4 | 5 | 6 | 7 | 8 | 9 | 10 и више | Просек |
| ----------------- | -- | -- | -- | - | - | - | - | - | - | --------- | ------ |
| Број домаћинстава | 21 | 26 | 18 | 9 | 4 | 9 | 3 | 0 | 0 | 0         | 2,87   |

| Пол    | Укупно | Неожењен/Неудата | Ожењен/Удата | Удовац/Удовица | Разведен/Разведена | Непознато |
| ------ | ------ | ---------------- | ------------ | -------------- | ------------------ | --------- |
| Мушки  | 122    | 28               | 75           | 15             | 3                  | 1         |
| Женски | 107    | 11               | 73           | 21             | 1                  | 1         |
| УКУПНО | 229    | 39               | 148          | 36             | 4                  | 2         |

| Пол    | Укупно                    | Пољопривреда, лов и шумарство | Рибарство                            | Вађење руде и камена | Прерађивачка индустрија       |
| ------ | ------------------------- | ----------------------------- | ------------------------------------ | -------------------- | ----------------------------- |
| Мушки  | 39                        | 9                             | 0                                    | 0                    | 7                             |
| Женски | 20                        | 7                             | 0                                    | 0                    | 3                             |
| УКУПНО | 59                        | 16                            | 0                                    | 0                    | 10                            |
| Пол    | Производња и снабдевање   | Грађевинарство                | Трговина                             | Хотели и ресторани   | Саобраћај, складиштење и везе |
| Мушки  | 10                        | 3                             | 2                                    | 0                    | 2                             |
| Женски | 0                         | 0                             | 4                                    | 2                    | 0                             |
| УКУПНО | 10                        | 3                             | 6                                    | 2                    | 2                             |
| Пол    | Финансијско посредовање   | Некретнине                    | Државна управа и одбрана             | Образовање           | Здравствени и социјални рад   |
| Мушки  | 1                         | 1                             | 2                                    | 1                    | 0                             |
| Женски | 0                         | 0                             | 1                                    | 2                    | 1                             |
| УКУПНО | 1                         | 1                             | 3                                    | 3                    | 1                             |
| Пол    | Остале услужне активности | Приватна домаћинства          | Екстериторијалне организације и тела | Непознато            | Непознато                     |
| Мушки  | 1                         | 0                             | 0                                    | 0                    | 0                             |
| Женски | 0                         | 0                             | 0                                    | 0                    | 0                             |
| УКУПНО | 1                         | 0                             | 0                                    | 0                    | 0                             |